# USS Edsall (DD-219)
USS Edsall (DD-219) là một tàu khu trục lớp Clemson được Hải quân Hoa Kỳ chế tạo vào cuối Chiến tranh Thế giới thứ nhất, và đã tiếp tục phục vụ vào đầu Chiến tranh Thế giới thứ Hai cho đến khi bị đánh chìm trong chiến đấu tại Đông Ấn thuộc Hà Lan vào ngày 1 tháng 3 năm 1942. Nó là chiếc tàu chiến đầu tiên của Hải quân Hoa Kỳ được đặt tên theo thủy thủ Norman Eckley Edsall (1873-1899).

## Thiết kế và chế tạo
Edsall được đặt lườn vào ngày 15 tháng 9 năm 1919 tại xưởng tàu của hãng William Cramp and Sons ở Philadelphia. Nó được hạ thủy vào ngày 29 tháng 7 năm 1920, được đỡ đầu bởi bà Bessie Edsall Bracey, em gái của thủy thủ Edsall; và được đưa ra hoạt động vào ngày 26 tháng 11 năm 1920 dưới quyền chỉ huy của Hạm trưởng, Trung tá Hải quân A. H. Rice.

## Lịch sử hoạt động

### Giữa hai cuộc thế chiến
Edsall khởi hành từ Philadelphia vào ngày 6 tháng 12 năm 1920 cho chuyến đi chạy thử máy đến San Diego, California. Nó đi đến San Diego vào ngày 11 tháng 1 năm 1921, và tiếp tục ở lại vùng bờ Tây Hoa Kỳ cho đến tháng 12, tham gia các cuộc tập trận và thực hành tác xạ cùng các đơn vị của hạm đội. Quay trở lại Charleston, South Carolina vào ngày 28 tháng 12, nó được lệnh đi sang khu vực Địa Trung Hải, và đã lên đường vào ngày 26 tháng 5 năm 1922. Đi đến Constantinople vào ngày 28 tháng 6, nó gia nhập Lực lượng Hải quân Hoa Kỳ tại vùng biển Thổ Nhĩ Kỳ để bảo vệ tính mạng và tài sản của công dân Hoa Kỳ tại khu vực Cận Đông, vốn đang chịu đựng sự bất ổn do xáo trộn sau thế chiến, nội chiến tại Nga cũng như tình trạng chiến tranh giữa Hy Lạp và Thổ Nhĩ Kỳ.
Edsall đã rất nỗ lực củng cố quan hệ quốc tế bằng việc trợ giúp các quốc gia chống nạn đói tại Đông Âu, vận chuyển nhân sự, di tản người tị nạn, thiết lập các trung tâm thông tin liên lạc tại Cận Đông, và sẵn sàng cho những tình huống khẩn cấp. Khi Thổ Nhĩ Kỳ trục xuất những người Hy Lạp Tiểu Á khỏi Smyrna (Izmir), Edsall là một trong số tàu khu trục Hoa Kỳ đã giúp di tản hàng ngàn người tị nạn. Vào ngày 14 tháng 9 năm 1922, nó tiếp nhận 607 người tị nạn từ chiếc Litchfield tại Smyrna và đưa họ đến Salonika, trước khi quay trở lại Smyrna vào ngày 16 tháng 9 để hoạt động như là soái hạm của lực lượng hải quân tại đây. Đến tháng 10, nó vận chuyển người tị nạn từ Smyrna đến Mytilene thuộc đảo Lesbos. Sau đó nó thực hiện các chuyến viếng thăm đến Thổ Nhĩ Kỳ, Bulgaria, Nga, Hy Lạp, Ai Cập, Palestine, Syria, Tunisia, Dalmatia và Ý, đồng thời thực hành tác xạ và ngư lôi cùng các tàu chị em cho đến khi quay trở về Boston, Massachusetts để đại tu vào ngày 26 tháng 7 năm 1924.
Edsall được lệnh điều động sang Hạm đội Á Châu vào ngày 3 tháng 1 năm 1925. Nó tham gia các cuộc tập trận và cơ động trên đường đi tại vịnh Guantánamo, Cuba, San Diego và Trân Châu Cảng trước khi đi đến Thượng Hải, Trung Quốc vào ngày 22 tháng 6. Trong thành phần Hạm đội Á Châu, nó hoạt động dọc theo bờ biển Trung Quốc, tại Philippines và Nhật Bản, làm nhiệm vụ bảo vệ các quyền lợi của Hoa Kỳ ở Viễn Đông; có mặt vào lúc diễn ra cuộc nội chiến tại Trung Quốc và trong giai đoạn đầu của cuộc Chiến tranh Trung-Nhật. Các cuộc tập trận, cơ động cùng các chuyến đi ngoại giao đã thường xuyên đưa nó đến Thượng Hải, Yên Đài, Hán Khẩu, Hong Kong, Nam Kinh, Kobe, Bangkok và Manila.

### Thế Chiến II
Khi Hải quân Nhật Bản bất ngờ tấn công Trân Châu Cảng vào ngày 7 tháng 12 năm 1941, Edsall đang cùng với Đội khu trục 57 trú đóng tại cảng Balikpapan, Borneo, và đang trên đường đi Batavia vào ngày 8 tháng 12 (do ở phía bên kia đường đổi ngày), khi nhận được tin xung đột bùng nổ. Đội khu trục 57 được cho chuyển hướng đi đến Singapore với ý định hoạt động trong thành phần hộ tống chống tàu ngầm cho Lực lượng Z. Nó đón lên tàu một sĩ quan liên lạc Hải quân Hoàng gia Anh và bốn nhân sự từ chiếc HMS Mauritius tại Singapore, và được gửi đi tìm kiếm những người sống sót của chiếc thiết giáp hạm HMS Prince of Wales và chiếc tàu chiến-tuần dương HMS Repulse bị đánh chìm ngoài khơi Malaya thuộc Anh vào ngày 10 tháng 12. Nó ngăn chặn chiếc tàu đánh cá Nhật Bản Kofuku Maru (sau đổi tên thành MV Krait và được sử dụng trong Lực lượng Đặc biệt Australia) cùng bốn xuồng nhỏ kéo theo, hộ tống chúng đến Singapore trước khi bàn giao chúng cho chiếc HMAS Goulburn.
Edsall cùng với Đội khu trục 57 sau đó gia nhập cùng tàu tuần dương hạng nặng Houston và các đơn vị Hoa Kỳ khác tại Surabaya vào ngày 15 tháng 12 năm 1941; nhiều tàu bè trong số đó sau này rút lui tương đối an toàn về Darwin, Australia. Trong những tuần đầu tiên của năm 1942, nó hộ tống Đoàn tàu vận tải Pensacola từ eo biển Torres trở về Darwin. Sau khi được tiếp nhiên liệu tại quần đảo Tiểu Sunda, đang khi hộ tống chiếc tàu chở dầu Trinity đi Darwin, nó trở thành chiếc tàu khu trục Hoa Kỳ đầu tiên tham gia đánh chìm một tàu ngầm lớn đối phương trong Thế Chiến II. Cùng với ba tàu corvette Australia HMAS Deloraine, HMAS Lithgow và HMAS Katoomba, Edsall đã giúp đánh chìm tàu ngầm Nhật I-124 vào ngày 20 tháng 1 năm 1942 ngoài khơi Darwin. Trái ngược với những tin đồn, phía Đồng Minh đã không thể xâm nhập vào bên trong chiếc tàu ngầm và không thu thập được thông tin mật.
Tiếp tục hoạt động hộ tống vận tải tại vùng biển Bắc Australia, Edsall bị hư hại bởi một trong những quả mìn sâu của chính nó phát nổ sớm trong một đợt tấn công tàu ngầm vào ngày 23 tháng 1 năm 1942 tại vùng biển nông thuộc eo biển Howard. Đến ngày 3 tháng 2, Edsall cùng các đơn vị Hoa Kỳ khác thuộc lực lượng ABDA di chuyển đến Tjilatjap, Java để gần khu vực chiến sự hơn và cũng để dự trữ nhiên liệu. Nó tiếp tục phục vụ như tàu tuần tra ngoài khơi phía Nam Java, và vào ngày 23 tháng 2, nó cùng với chiếc pháo hạm cũ Asheville đã hoạt động tuần tra chống tàu ngầm ngoài khơi Tjilatjap. Đến ngày 26 tháng 2, nó khởi hành từ Tjilatjap cùng tàu chị em Whipple để gặp gỡ chiếc tàu tiếp liệu thủy phi cơ Langley, nguyên là chiếc tàu sân bay đầu tiên của Hoa Kỳ được cải biến, đang vận chuyển máy bay tiêm kích P-40 Warhawk cùng các đội bay để tăng cường cho việc phòng thủ Java. Ngày hôm sau, Langley cùng với Edsall và Whipple bị 16 máy bay ném bom Mitsubishi G4M "Betty", được hộ tống bởi 15 máy bay tiêm kích Mitsubishi A6M Zero, của Không lực Hải quân Nhật Bản cất cánh từ sân bay Den Pasar ở Bali tấn công. Cuộc không kích đã gây hư hại nặng cho Langley đến mức nó phải bị bỏ lại. Edsall đã cứu vớt 177 người và Whipple đã cứu vớt 308 người sống sót.
Đến ngày 28 tháng 2, hai tàu khu trục gặp tàu chở dầu Pecos ngoài khơi Flying Fish Cove, đảo Christmas, khoảng 250 dặm (402 km) về phía Tây Nam Tjilatjap. Thêm nhiều máy bay ném bom Nhật tấn công, buộc các con tàu phải hướng ra biển khơi. Chúng hướng trực tiếp về phía Nam ra Ấn Độ Dương cho đến hết ngày hôm đó trong hoàn cảnh gió mạnh và biển động, và trong những giờ đầu tiên của ngày 1 tháng 3, mọi thành viên thủy thủ đoàn và đội bay của Langley được chuyển sang Pecos. Công việc hoàn thành từ 04 giờ 30 phút đến 08 giờ 15 phút; sau đó lực lượng được phân tán. Whipple lên đường hướng đến quần đảo Cocos để hộ tống cho chiếc tàu chở dầu Belita; Pecos được lệnh đưa khoảng 700 người sống sót từ Langley, Stewart và Houston cùng một số người tản mác khác đi đến Australia. Edsall giữ lại 32 nhân sự Không lực Lục quân Hoa Kỳ của Langley để sử dụng vào việc lắp ráp và vận hành 27 máy bay P-40E đang được đưa đến Tjilatjap trên chiếc tàu vận tải Sea Witch. Edsall được lệnh đưa các đội bay quay trở lại cảng; nó đổi hướng lúc 08 giờ 30 phút, hướng lên phía Đông Bắc để đi Java, và sau đó không còn được lực lượng Đồng Minh nhìn thấy.

#### Trận chiến cuối cùng củaEdsall
Pecos bị máy bay tuần tra cất cánh từ tàu sân bay của Lực lượng Đặc nhiệm (Kido Butai) dưới quyền Phó đô đốc Nagumo Chuichi phát hiện ngay trưa hôm đó, và chịu đựng không kích nặng nề. Một lúc nào đó, nó đã đánh tín hiệu cầu cứu đến mọi tàu bè Đồng Minh trong khu vực. Whipple, đang ở khoảng cách không đầy 100 dặm (161 km), nhận được một số lời cầu cứu, nhưng nó ở quá xa để có thể quay lại kịp lúc. Mount Vernon, một tàu chở quân ở cách vài trăm dặm trong Ấn Độ Dương cũng bắt được một ít tín hiệu. Vào khoảng 15 giờ 48 phút, Pecos đắm sau khi chịu đựng bốn đợt tấn công bởi máy bay ném bom bổ nhào thuộc Lực lượng Đặc nhiệm của đô đốc Nagumo.
Lúc 15 giờ 50 phút, một "tàu tuần dương hạng nhẹ" đơn độc bị phát hiện ở khoảng cách 16 mi (26 km) phía trước lực lượng đặc nhiệm Nhật Bản, thực ra đó chính là Edsall bị nhận diện sai. Lúc này chiếc tàu khu trục cũ chỉ ở cách vị trí được báo cáo cuối cùng của Pecos khoảng 25–35 dặm (40–56 km), dường như đang tìm cách quay lại trợ giúp con tàu đồng đội. Đến khoảng 16 giờ 03 phút, nó bị chiếc tàu tuần dương hạng nặng Nhật Bản Chikuma phát hiện, và chỉ sau năm phút chiếc tàu chiến Nhật khai hỏa nhắm vào nó với dàn pháo 8 inch; mười lăm phút sau, các thiết giáp hạm thuộc Đội thiết giáp hạm 3 dưới quyền Chuẩn đô đốc Gunichi Makawa tham gia với các khẩu pháo 14 inch ở khoảng cách cực xa 29.500 thước Anh (27,0 km). Tất cả các phát đạn pháo đều trượt do chiếc tàu khu trục cơ động lẩn tránh một cách khôn khéo cũng như thả các màn khói ngụy trang.
Edsall cũng tiến hành phản công, phóng các quả ngư lôi của nó vốn suýt trúng Chikuma, và với hải pháo 4 inch cho dù ở quá tầm bắn. Nó cũng tìm các gửi đi thông điệp cho biết bất ngờ đụng độ với hai thiết giáp hạm đối phương, bức điện này được chiếc tàu buôn Hà Lan Siantar đang cách xa trên 100 dặm bắt được. Lực lượng tàu nổi Nhật Bản, gồm hai thiết giáp hạm và hai tàu tuần dương, đẵ bắn tổng cộng 1.335 quả đạn pháo nhắm vào Edsall, nhưng chỉ với một hay hai phát trúng đích, và không thể chặn chiếc tàu khu trục cũ. Nổi giận, Nagumo ra lệnh không kích: tổng cộng 26 máy bay ném bom bổ nhào Aichi D3A Kiểu 99 thuộc ba phi đội (chutai) cất cánh từ các tàu sân bay Kaga, Hiryū và Sōryū, do các đại úy Ogawa, Kobayashi và Koite tương ứng dẫn đầu. Những quả bom 250 kilôgam (550 lb) cuối cùng đã khiến Edsall bất động.

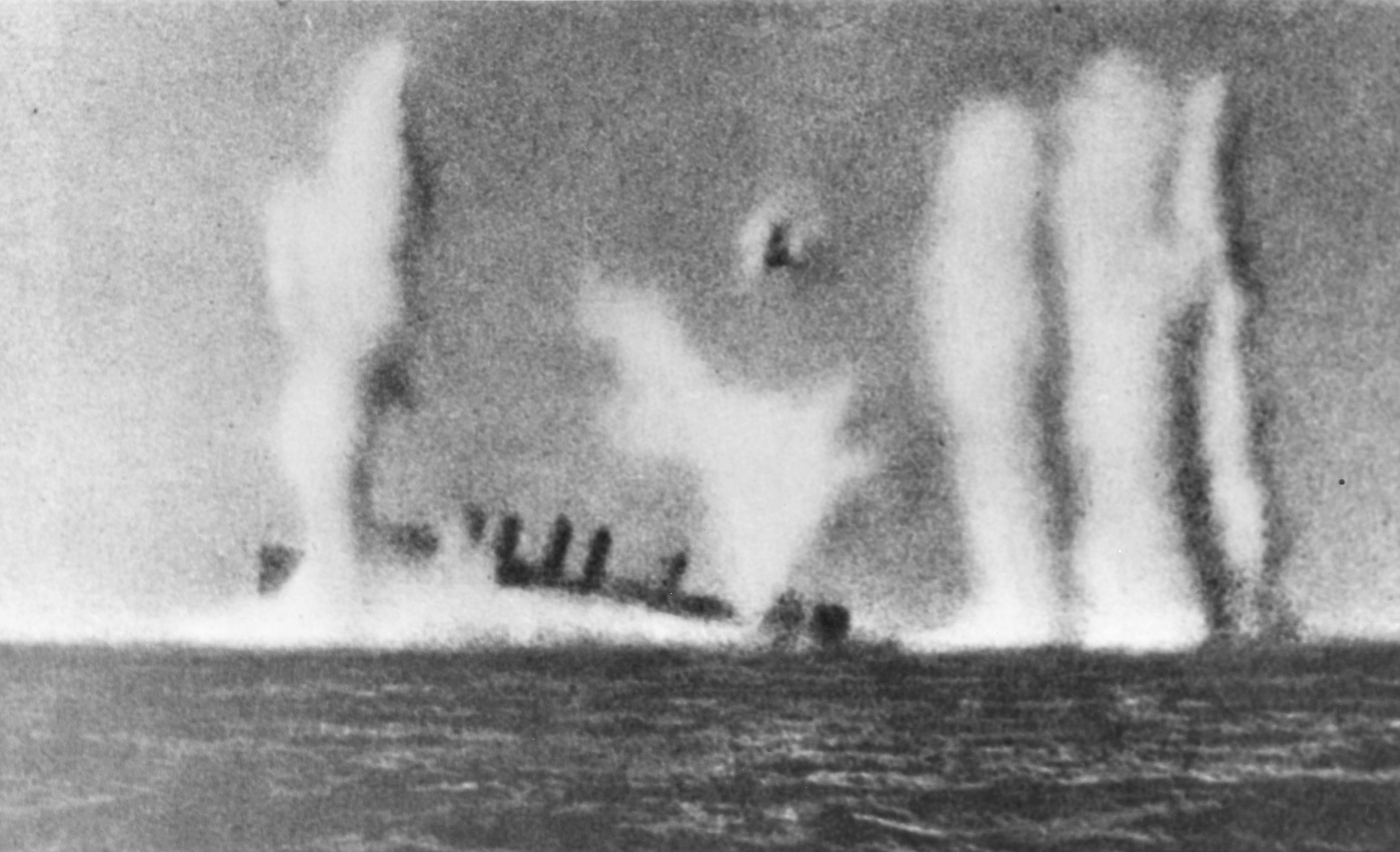
USS Edsall đang chìm

Lúc 17 giờ 22 phút, các tàu chiến Nhật lại nổ súng nhắm vào chiếc tàu khu trục cũ giờ đang chết đứng giữa biển. Một máy quay phim, có thể từ trên chiếc tàu tuần dương Tone, đã quay lại khoảng 90 giây lúc Edsall bị phá hủy; một khung hình của đoạn phim này sau đó được sử dụng như một bức ảnh tuyên truyền, nhận định nhầm Edsall như là chiếc tàu khu trục Anh HMS Pope. Cuối cùng lúc 17 giờ 31 phút, nó lật úp, phơi bày đáy tàu màu đỏ như quan sát của một sĩ quan trên thiết giáp hạm Hiei, và biến mất trong làn nước Ấn Độ Dương trong màn hơi nước và khói ở tọa độ 13°45′N 106°45′Đ / 13,75°N 106,75°Đ.

#### Số phận những người sống sót củaEdsall
Nhiều năm sau đó, những sĩ quan Hải quân Nhật Bản trên tàu tuần dương Chikuma tường thuật có một nhóm người thuộc Edsall còn sống sót sau khi nó đắm. Họ được tìm thấy giữa những bè cứu sinh và mảnh vỡ của con tàu. Tuy nhiên, do một báo động tàu ngầm, các con tàu Nhật chỉ dừng lại trong một lúc ngắn và cứu một nhóm nhỏ trước khi rời đi, để lại những người khác bị bỏ mình tại Ấn Độ Dương. Trên chiếc Chikuma, những người sống sót được đối xử tốt, được cho ăn và mặc, và bị thẩm vấn. Những thông tin thẩm vấn được loan truyền khắp các con tàu thuộc lực lượng đặc nhiệm của đô đốc Nagumo trong hành trình quay trở về. Cũng có thông tin cho rằng Tone cũng vớt được một hay hai người sống sót, nhưng điều này không thể xác nhận. Thủy thủ của Edsall bị giữ trong mười ngày trước khi được bàn giao lại cho lực lượng trú đóng các căn cứ tiền phương Nhật Bản vào ngày 11 tháng 3 năm 1942.
Vào ngày 21 tháng 9 năm 1946, nhiều ngôi mộ tập thể được khai quật tại một địa điểm hẻo lánh ở Đông Ấn, cách nơi Edsall bị đắm trên 1.000 dặm. Trong hai hố chôn tập thể chứa tổng cộng 34 thi thể, có sáu thủy thủ thuộc Edsall và năm nhân sự Không lực Lục quân trên chiếc Langley, cùng với nhiều thủy thủ người Java, Trung Quốc và Hà Lan của chiếc tàu buôn Hà Lan Modjokerto, bị đánh đắm cùng ngày với Edsall tại cùng khu vực phía Nam đảo Christmas. Các di hài người Hoa Kỳ được cải táng về các nghĩa trang Hoa Kỳ từ tháng 12 năm 1949 đến tháng 3 năm 1950.
Các tòa án chiến tranh tiến hành vào những năm 1946-1948 quan tâm đến các việc sát hại khác do nhân sự Hải quân Nhật Bản tiến hành tại khu vực Kendari và phụ cận, chứa đựng những thông tin rời rạc về việc giết hại những người sống sót của Edsall, nhưng không được các nhà điều tra Đồng Minh ghi nhận và theo đuổi. Suốt sáu thập niên tiếp theo, không có thông tin nào khác về những ngày cuối cùng và số phận của những người này.

## Phần thưởng
Edsall được tặng thưởng hai Ngôi sao Chiến trận do thành tích phục vụ trong Chiến tranh Thế giới thứ hai.